# أندي شابمان
أندي شابمان (بالإنجليزية: Andy Chapman)‏ (18 سبتمبر 1959 بلندن في المملكة المتحدة - ) هو لاعب كرة قدم بريطاني في مركز الهجوم. لعب مع نادي أرسنال وDetroit Express (1981–1983) ‏ وكاليفورنيا صنشاين ‏ وبالتيمور بلاست ‏ وكليفلاند كوبراز ‏ وكليفلاند فورس ‏ وDetroit Rockers ‏ وديترويت سفاري ‏ وويتشاتا وينغز ‏.